# Japanse makreel
De Japanse makreel (Scomberomorus niphonius) is een straalvinnige vis uit de familie van makrelen (Scombridae) en behoort derhalve tot de orde van baarsachtigen (Perciformes). De vis kan maximaal 100 cm lang en 7100 gram zwaar worden.

## Leefomgeving
Scomberomorus niphonius is een zoutwatervis. De vis prefereert een gematigd klimaat en leeft hoofdzakelijk in de Grote Oceaan.

## Relatie tot de mens
Scomberomorus niphonius is voor de visserij van groot commercieel belang. In de hengelsport wordt er weinig op de vis gejaagd.